# Francisco Álvarez Martínez
Francisco Álvarez Martínez (Ferroñes, 14 de julio de 1925-Madrid, 5 de enero de 2022) fue un arzobispo y cardenal católico español. Fue el 118.º arzobispo de Toledo, entre 1995 y 2002.

## Biografía
Francisco nació el 14 de julio de 1925, en Ferroñes en el concejo asturiano de Llanera, España, donde su madre ejercía de maestra. La familia regresó a Ferroñes con el inicio de la Guerra Civil, tras una temporada en Oviedo.
Tras el bachillerato, realizó sus estudios en el seminario diocesano de Oviedo y los de doctorado en derecho canónico en las universidades pontificias de Salamanca y Comillas.

### Sacerdocio
Fue ordenado sacerdote en Oviedo, el 11 de junio de 1950.
Tras su ordenación fue nombrado capellán del obispo Lauzurica, del que sería, según Gómez Cuesta, «fiel acompañante», en especial desde el comienzo de la enfermedad del obispo. En 1958, casi coincidiendo con la llegada de Ángel Riesco Carbajo como obispo auxiliar, Lauzurica lo nombra canciller-secretario de cámara y gobierno.
Acompañó a Lauzurica en su convalecencia en Madrid y regresó a la diócesis tras su fallecimiento en 1964. A Lauzurica le sucede Tarancón que le nombra canciller-secretario.

### Episcopado
Obispo de Tarazona
Preconizado obispo de Tarazona el 14 de abril de 1973, tomó posesión y recibió la ordenación episcopal en la catedral de Tarazona de manos de Luigi Dadaglio, nuncio apostólico de la Iglesia católica en España, el 3 de junio de 1973.
Obispo en Calahorra y La Calzada-Logroño
El 7 de julio de 1975 fue nombrado administrador apostólico de la diócesis de Calahorra y La Calzada-Logroño, tomando posesión el 13 del mismo mes. El 20 de diciembre de 1975 fue preconizado obispo de la misma diócesis, de la que tomó posesión el 16 de enero de 1977.
Obispo de Orihuela-Alicante
El 12 de mayo de 1989 fue trasladado a la diócesis de Orihuela-Alicante, de la que tomó posesión el 17 de junio del mismo año.
Arzobispo de Toledo
Designado para ocupar la sede primada de Toledo el 23 de junio de 1995, tomó posesión de su nueva archidiócesis el 24 de septiembre del mismo año. El 26 de junio de 1996 fue nombrado administrador apostólico de Cuenca hasta el 15 de septiembre.
El papa aceptó su renuncia por edad el 24 de octubre de 2002.

### Cardenalato
Fue creado cardenal, con el título de Santa María "Reina de la Paz" en Monte Verde, por Juan Pablo II, en el consistorio del 21 de febrero de 2001.
Fue miembro del Consejo Pontificio para los Laicos y del Consejo Pontificio para la Promoción de la Unidad de los Cristianos. Perteneció al Consejo de Presidencia y a la Comisión Permanente de la Conferencia Episcopal Española.
En su condición de cardenal participó en el cónclave que eligió a Benedicto XVI, a escasos tres meses de la pérdida de la condición de elector por alcanzar los 80 años de edad.

### Fallecimiento
Falleció en Madrid el día 5 de enero de 2022, después de una larga enfermedad. Sus restos reposan frente a la capilla de la Bajada de la Virgen en la Catedral de Toledo.

## Reconocimientos
En 1998 el Gobierno del Principado de Asturias le concedió una de las Medallas de Plata de Asturias de ese año.
Álvarez fue nombrado Hijo Adoptivo de la Ciudad de Oviedo por su ayuntamiento en el año 2000 y en el año 2001 este le puso el nombre de Cardenal Álvarez Martínez a una calle en La Corredoria.
También fue nombrado Hijo Predilecto de Llanera, su concejo natal, en el año 2000 y tenía una avenida con su nombre en Posada, capital del concejo.